# Мечиславово (Великопольське воєводство)
Мечиславово (пол. Mieczysławowo) — село в Польщі, у гміні Доміново Сьредського повіту Великопольського воєводства.
Населення — 136 осіб (2011).
У 1975-1998 роках село належало до Познанського воєводства.

## Демографія
Демографічна структура станом на 31 березня 2011 року:
|          | Загалом | Допрацездатний вік | Працездатний вік | Постпрацездатний вік |
| -------- | ------- | ------------------ | ---------------- | -------------------- |
| Чоловіки | 62      | 15                 | 42               | 5                    |
| Жінки    | 74      | 19                 | 42               | 13                   |
| Разом    | 136     | 34                 | 84               | 18                   |